# The Boogeyman
The Boogeyman är en amerikansk skräckfilm från 2023. Filmen är regisserad av Rob Savage och manus är skrivet av Mark Heyman, Scott Beck och Bryan Woods. Filmen är baserad på Stephen Kings novell Monstret i garderoben från 1973.
Filmen hade biopremiär i Sverige den 2 juni 2023, utgiven av Walt Disney Pictures.

## Handling
Filmen kretsar kring gymnasieeleven Sadie Harper och hennes yngre syster Sawyer. De kämpar med sorgen efter sin mors nyliga död. Deras far Will, som arbetar som terapeut, ger dem varken stöd eller kärlek när de söker tröst hos honom. När en desperat patient dyker upp oväntat vid deras hus och ber om hjälp, lockar det fram en skrämmande varelse.

## Rollista (i urval)
Källor: 
- Chris Messina – Will Harper
- Sophie Thatcher – Sadie Harper
- David Dastmalchian – Lester Billings
- Vivien Lyra Blair – Sawyer Harper
- Marin Ireland – Rita Billings
- Madison Hu – Bethany
- Maddie Nichols – Natalie
- Lisa Gay Hamilton – Dr. Weller

## Produktion
Filminspelningarna påbörjades i februari 2022 i New Orleans. Filmens musik är gjord av den svenska kompositören Patrick Jonsson.